# Морозов, Анатолий Маркианович
Анатолий Маркианович Морозов (29 января 1895 года, местечко Омельник, ныне село, Кременчугский район, Полтавская область — 25 декабря 1953 года, Тирасполь) — советский военный деятель, Генерал-майор (1940 год).

## Начальная биография
Анатолий Маркианович Морозов родился 29 января 1895 года в местечке Омельник, ныне селе Кременчугского района Полтавской области.

## Военная служба

### Первая мировая и гражданская войны
В 1915 году был призван в ряды Русской императорской армии и направлен на учёбу в подрывной класс 12-го инженерного полка, после окончания которого в том же году был направлен на Западный фронт, где был назначен на должность командира роты. В чине унтер-офицера после ранения был оставлен на поле боя, где вскоре был взят в плен болгарскими солдатами. В августе 1918 года совершил побег из плена. В ноябре того же года вступил в ряды РККА, после чего состоял в резерве 3-го запасного батальона, дислоцированного в Самаре, и вскоре был назначен на должность помощника командира отдельной инженерной роты, в феврале 1919 года — на должность командира взвода 6-го Приволжского полка, в июле — для поручений 6-го караульного полка в Самаре, а в апреле 1920 года — на должность командира роты 1-го Самарского караульного полка. Находясь на этих должностях, принимал участие в боевых действиях на Восточном фронте.
В июле 1920 года был назначен на должность начальника разведки 206-го стрелкового полка, после чего принимал участие в боевых действиях на Южном фронте против войск под командованием генерала П. Н. Врангеля.

### Межвоенное время
С ноября 1920 года Морозов служил на должностях командира 2-го отряда по борьбе с дезертирством и начальника хозяйственной команды 172-го стрелкового полка, дислоцированного в Бугуруслане, а с марта 1921 года состоял в резерве комсостава Заволжского военного округа. С июня того же года Морозов служил в составе 29-й стрелковой дивизии на должностях начальника хозяйственной команды и помощника заведующего хозяйством 254-го стрелкового полка, помощника начальника хозяйственной команды и командира взвода 87-го стрелкового полка.
В сентябре 1923 года был назначен на должность командира роты в составе 101-го стрелкового полка (34-я стрелковая дивизия, Приволжский военный округ), дислоцированного в Сызрани. В сентябре 1925 года был направлен на учёбу на курсы усовершенствования командного состава, после окончания которых с августа 1926 года служил в 102-м стрелковом полку (34-я стрелковая дивизия), дислоцированном в Самаре, на должностях командира роты и помощника командира батальона.
В 1929 году Морозов вступил в ряды ВКП(б). В декабре того же года был назначен на должность заместителя начальника 4-го отделения штаба 34-й стрелковой дивизии, с апреля 1930 года исполнял должность заместителя начальника штаба 102-го стрелкового полка, а с августа того же года вновь служил в штабе этой же дивизии на должностях начальника 4-го отделения, помощника начальника и заместителя начальника 1-й части, начальника 2-й части. С мая по декабрь 1932 года проходил обучение на разведывательных курсах при Разведывательном управлении РККА.
В июле 1936 года был назначен на должность начальника 2-го отдела (по разведке) штаба 43-го стрелкового корпуса (ОКДВА), дислоцированного в городе Ворошилов, в октябре 1937 года — на должность начальника штаба этого же корпуса, в июле 1939 года — на должность командира 39-й стрелковой дивизии (1-я Отдельная Краснознамённая армия), а в июле 1940 года — на должность командира 59-го стрелкового корпуса (1-я Краснознамённая армия, Дальневосточный фронт).

### Великая Отечественная война
С началом войны Морозов находился на прежней должности. В январе 1942 года был назначен на должность заместителя командующего 1-й Краснознамённой армией, а в ноябре 1943 года — на должность командира 39-го стрелкового корпуса (25-я армия, Дальневосточный фронт), осуществлявшего оборону государственной границы СССР в Приморье.
В ходе советско-японской войны корпус под командованием генерал-майора Морозова принимал участие в ходе Харбино-Гиринской наступательной операции, в ходе которой освободил города Лаохэйшань, Хуньчунь и наряду Тихоокеанским флотом корейскими портами Унги и Наджин.

### Послевоенная карьера
Генерал-майор Морозов после расформирования корпуса с августа 1946 года находился в распоряжении Управления кадров Сухопутных войск, а затем в октябре был назначен на должность заместителя командующего 4-й гвардейской армией в Одесском военном округе.
Генерал-майор Анатолий Маркианович Морозов в марте 1947 года вышел в отставку. Умер 25 декабря 1953 года в Тирасполе.

## Воинские звания
- Майор (1936)
- Полковник
- комбриг (25.04.1940)
- генерал-майор (4.06.1940)

## Награды
- Орден Ленина (21.02.1945);
- Орден Красного Знамени (3.11.1944);
- Орден Суворова 2-й степени (26.08.1945);
- Медали;
- Иностранный орден.